# 17's-SEVENTEEN'S-
『17's-SEVENTEEN'S-』（セブンティーンズ）は、矢島舞美1枚目のイメージビデオ。

## 概要
音声特典で矢島舞美、岡井千聖、萩原舞のオーディオコメンタリーが収録されている。

## 収録内容
1. オープニング
2. トレーニング
3. 握力
4. インタビュー1
5. 反復横跳び
6. インタビュー2
7. 上体起こし
8. 長座体前屈
9. インタビュー3
10. 番外編 水泳50m個人メドレー
11. インタビュー4
12. ハンドボール投げ
13. 立ち幅跳び
14. インタビュー5
15. 1000m走
16. インタビュー6
17. 50m走
18. インタビュー7
19. 番外編2 野球
20. インタビュー8
21. 写真集メイキング